# كريستيان بولاك (موزع)
كريستيان بولاك (بالألمانية: Christian Pollack)‏ هو موزع نمساوي، ولد في 27 نوفمبر 1946 في فيينا في النمسا.

## وصلات خارجية
- كريستيان بولاك على موقع ميوزك برينز (الإنجليزية)